# Pedro José García (futbolista)
Pedro José García Escobar (Juticalpa, Olancho, Honduras; 2 de marzo de 1997) es un futbolista hondureño. Juega de delantero y su equipo actual es el Alianza Becerra de la Liga de Ascenso de Honduras.

## Trayectoria

### Motagua
El 15 de octubre de 2015 hizo su debut profesional en Motagua en reemplazo de Israel Silva, frente a Marathón, por la decimotercera fecha del Torneo Apertura 2015, en un encuentro disputado en el Estadio Tiburcio Carías Andino. El mismo terminó 2 a 0 en favor de Motagua. 

### Broncos del Sur
En enero de 2016 es transferido al Club Deportivo Alianza Becerra, con el cual consiguió el título del Clausura 2016 de la Liga de Ascenso.

## Clubes
| Club            | País     | Año             |
| --------------- | -------- | --------------- |
| Motagua         | Honduras | 2015            |
| Alianza Becerra | Honduras | 2016 - Presente |

## Estadísticas

### Clubes
| Equipo                                    | Div.                | Temporada           | Liga     | Liga  | Copa Nacional(1) | Copa Nacional(1) | Copa Internacional | Copa Internacional | Total    | Total |
| Equipo                                    | Div.                | Temporada           | Partidos | Goles | Partidos         | Goles            | Partidos           | Goles              | Partidos | Goles |
| Motagua Honduras                          | 1.ª                 | 2014-15             | 0        | 0     | 1                | 0                | 0                  | 0                  | 1        | 0     |
| Motagua Honduras                          | 1.ª                 | 2015-16             | 1        | 0     | 0                | 0                | 0                  | 0                  | 1        | 0     |
| Motagua Honduras                          | Total               | Total               | 1        | 0     | 1                | 0                | 0                  | 0                  | 2        | 0     |
| Total en su carrera                       | Total en su carrera | Total en su carrera | 1        | 0     | 1                | 0                | 0                  | 0                  | 2        | 0     |
| (1) Incluye datos de la Copa de Honduras. |                     |                     |          |       |                  |                  |                    |                    |          |       |

## Palmarés

### Campeonatos nacionales
| Título               | Club            | País     | Año  |
| -------------------- | --------------- | -------- | ---- |
| Clausura del Ascenso | Alianza Becerra | Honduras | 2016 |